# حمام حاج غایب
حمام حاج غایب (به ترکی آذربایجانی: Hacı Qayıb hamamı) اثری واقع در بخش شهر قدیمی باکو و دارای اهمیت ملی می‌باشد.

## دربارهٔ حمام
گرمابهٔ حاج غایب برای مدت طولانی زیر خاک مانده‌است. در نتیجه کاوش‌های باستان‌شناسی انجام شده در این قلمروی در سال ۱۹۶۴، حمامی منسوب به قرون وسطی پیدا شده‌است.
این حمام با سفارش «حاج غایب» از سوی معمار «حاج بانی» در اواخر قرن ۱۵ بنا شده‌است. به‌همین دلیل این حمام را هم حمام «حاج غایب» و نیز «حاج بانی» می‌گویند. این حمام بر اساس سنت‌های شهرهای اسلامی در کنار مسیر کاروان ساخته شده‌است.